# カステルノー＝ド＝モンミラル
カステルノー＝ド＝モンミラル （Castelnau-de-Montmiral、オック語:Castèlnòu de Montmiralh）は、フランス、オクシタニー地域圏、タルヌ県のコミューン。

## 地理
アルビとモントーバンの中間に位置する。アヴェロン川の支流ヴェール川が流れている。

## 歴史
グレジーニュの森の周囲には青銅器時代のドルメンや、鉄器時代のオッピドゥムが立っている。
アルビジョワ地方のバスティッドは、1222年にトゥールーズ伯レーモン7世によって建設された。最初の名はカステルム・ノヴム・モンティス・ミラビリス（Castellum Novum Montis Mirabilis）であった。指小接尾辞のMontmiralは、19世紀を含めて公式文書で一般的に使われてきた。
百年戦争では、エドワード黒太子率いるイングランド軍が、1345年にアルビジョワ地方へ侵攻した。彼らは都市へ攻撃することを敢えてせずに撤退した。
ユグノー戦争では、カステルノー＝ド＝モンミラルは一度も新教徒派と接触せず、多数派の新教徒によって追放されたガヤックのカトリック教徒たちを歓迎した。1587年1月、新教徒のブリュニケル隊長の攻撃を受けるが撤退させている。言い伝えによると、セロンの泉から水を汲んで戻ってきた女性が、敵に強制的に撤退させるよう警告を発したのだという。
1622年6月24日、カステルノー＝ド＝モンミラルをルイ13世が通過し、トナック邸に滞在した。この住宅は有名なプリヴァ家の住宅であった。

## 人口統計
| 1962年 | 1968年 | 1975年 | 1982年 | 1990年 | 1999年 | 2008年 | 2014年 |
| ------ | ------ | ------ | ------ | ------ | ------ | ------ | ------ |
| 1238   | 1215   | 1037   | 958    | 910    | 895    | 952    | 1037   |

参照元:1962年から1999年までは複数コミューンに住所登録をする者の重複分を除いたもの。それ以降は当該コミューンの人口統計によるもの。1999年までEHESS/Cassini、2006年以降INSEE。

## ギャラリー

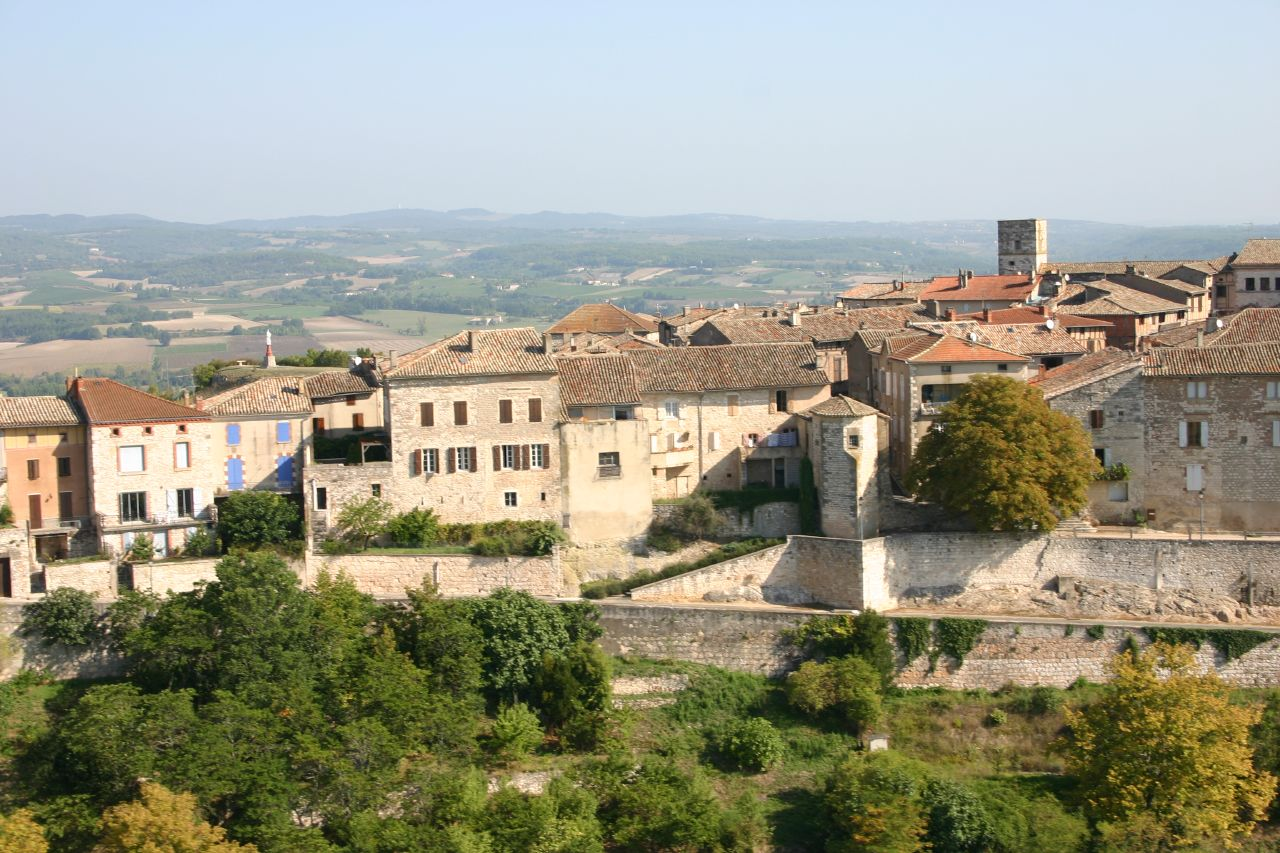
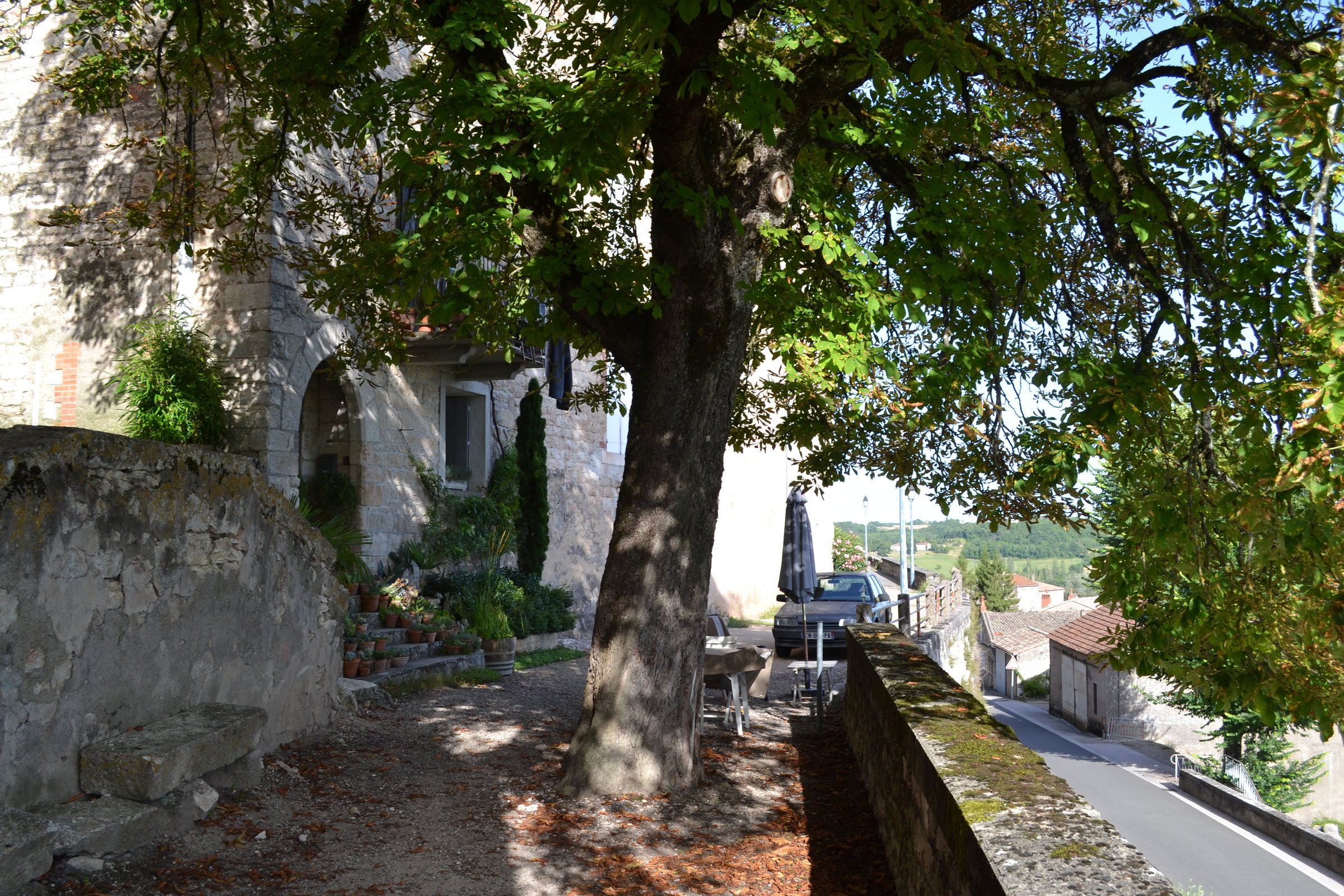
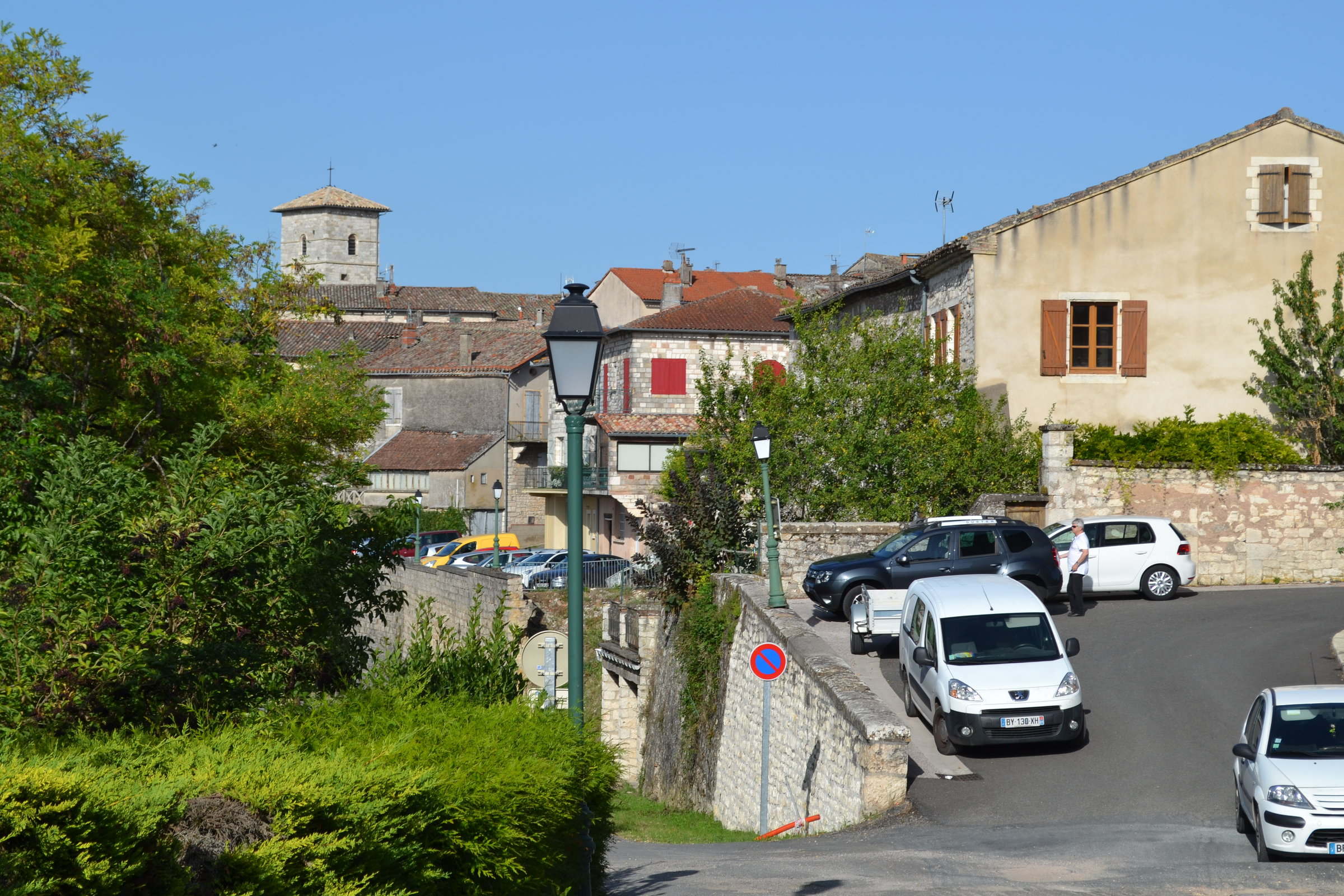
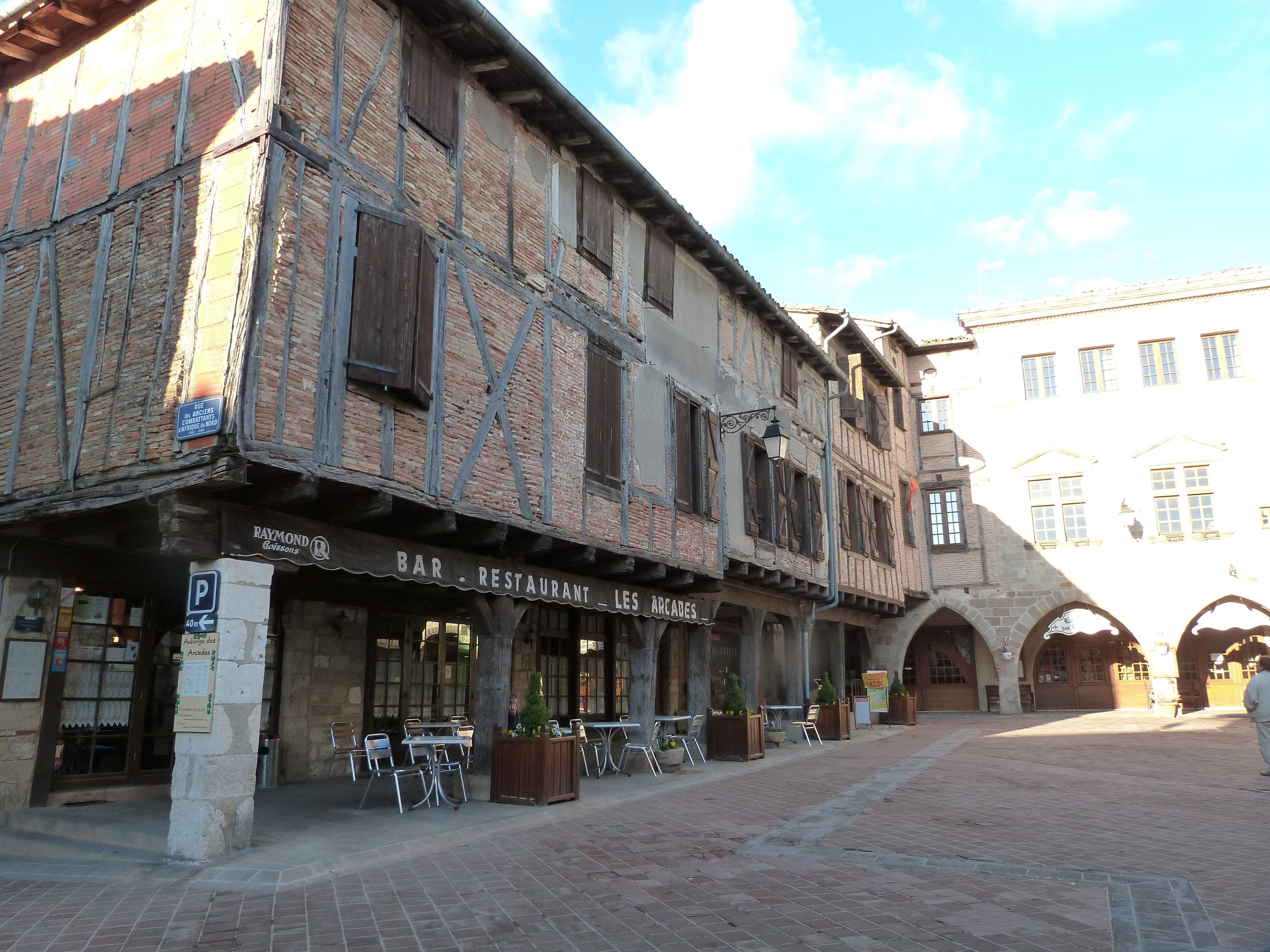
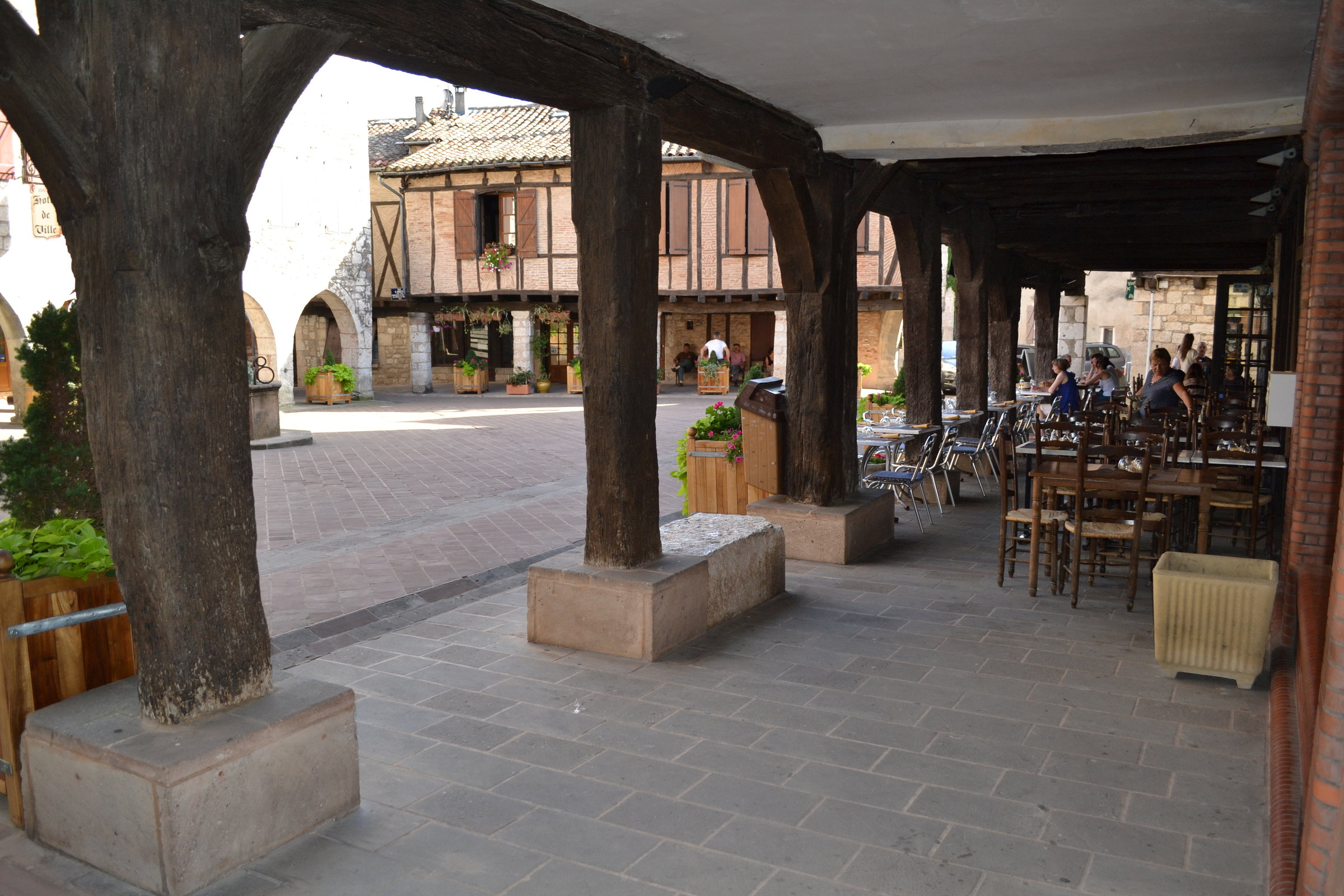
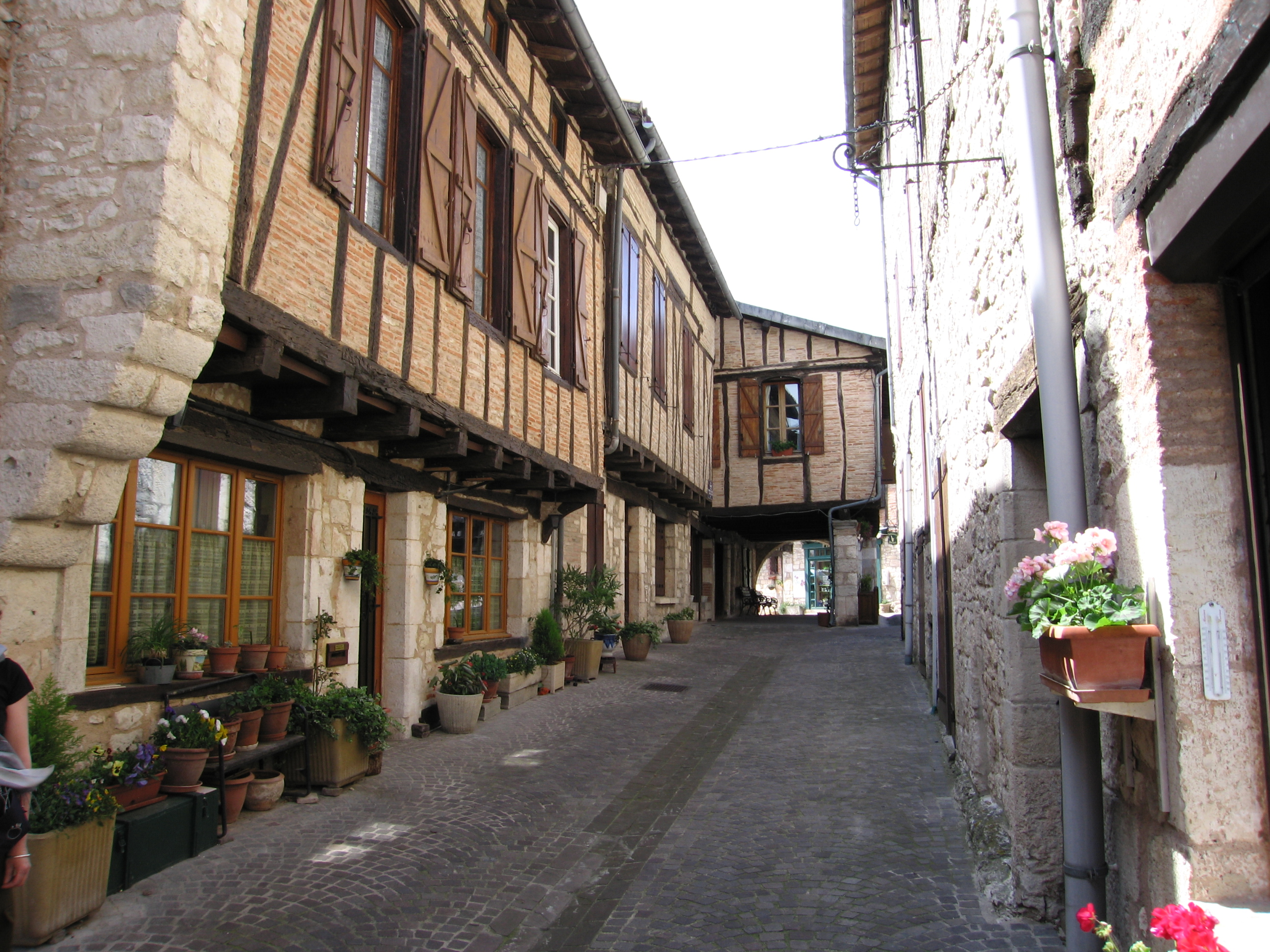